# 帕克西科 (密蘇里州)
帕克西科（英語：Puxico）是位於美國密蘇里州斯托達德縣的城市。

## 人口
根據2020年美國人口普查的數據，帕克西科的面積為1.75平方千米，當中陸地面積為1.73平方千米，而水域面積為0.02平方千米。當地共有人口873人，而人口密度為每平方千米499人。